# Jolanta Kiełpińska
Jolanta Kiełpińska – polska genetyk, prof. dr hab. nauk rolniczych Katedry Bioinżynierii Środowiska Wodnego i Akwakultury Wydziału Nauk o Żywności i Rybactwa Zachodniopomorskiego Uniwersytetu Technologicznego w Szczecinie.

## Życiorys
W 1995 ukończyła studia biologiczne na Uniwersytecie Szczecińskim, 4 lipca 2001 obroniła pracę doktorską Widłonogi z rodzaju Achtheres (Copepoda: Lernaeopodidae) - próba wyjaśnienia przynależności gatunkowej form pasożytujących u okonia (Perca fluviatilis) i sandacza (Sander lucioperca), 1 czerwca 2011 habilitowała się na podstawie pracy zatytułowanej Zmienność genetyczna wybranych populacji certy Vimba Vimba (L.) na podstawie analizy molekularnej genu cytochromu b w aspekcie ochrony gatunku. W 2022 został jej nadany tytuł profesora  w dyscyplinie zootechnika i rybactwo.
Została zatrudniona na stanowisku adiunkta w Zakładzie Akwakultury na Wydziale Nauk o Żywności i Rybactwa Zachodniopomorskiego Uniwersytetu Technologicznego w Szczecinie.
Awansowała na stanowisko profesora nadzwyczajnego w Zakładzie Gospodarki Rybackiej i Ochrony Wód na Wydziale Nauk o Żywności i Rybactwa Zachodniopomorskiego Uniwersytetu Technologicznego w Szczecinie.
Jest profesorem Katedry Bioinżynierii Środowiska Wodnego i Akwakultury Wydziału Nauk o Żywności i Rybactwa Zachodniopomorskiego Uniwersytetu Technologicznego w Szczecinie i członkiem Rady Dyscypliny Naukowej - Zootechniki i Rybactwa Zachodniopomorskiego Uniwersytetu Technologicznego w Szczecinie.